# Liste des impacts cosmiques préalablement déterminés
 (janvier 2022).
Si vous disposez d'ouvrages ou d'articles de référence ou si vous connaissez des sites web de qualité traitant du thème abordé ici, merci de compléter l'article en donnant les références utiles à sa vérifiabilité et en les liant à la section « Notes et références ».
La liste des impacts cosmiques préalablement déterminés répertorie l'ensemble des impacts cosmiques qui ont été prévus et calculés, puis constatés.

## Collisions de corps célestes
Ce tableau rassemble, par ordre chronologique, les collisions entre deux corps célestes (astéroïde, comète, planète, etc.) déterminées avant de se produire. Seuls les objets détectés avant leur entrée dans l'atmosphère du corps considéré (le cas échéant) apparaissent ici.
| Objet impacteur                               | Type de l'objet impacteur     | Taille et masse de l'objet impacteur | Objet percuté | Type de l'objet percuté | Taille et masse de l'objet percuté | Date de découverte de l'impacteur | Date de l'impact        | Description |
| --------------------------------------------- | ----------------------------- | ------------------------------------ | ------------- | ----------------------- | ---------------------------------- | --------------------------------- | ----------------------- | --- |
| D/1993 F2 (Shoemaker-Levy) (Shoemaker-Levy 9) | comète                        |                                      | Jupiter       | planète géante gazeuse  | 142 984 km 1,898 6 × 1027 kg       | 24 mars 1993                      | du 16 au 22 juill. 1994 | (Voir Impacts sur Jupiter.) |
| 2008 TC3                                      | astéroïde Apollon             | 2 à 5 m ~ 8 × 104 kg                 | Terre         | planète tellurique      | 12 756 km 5,973 6 × 1024 kg        | 5 oct. 2008                       | 7 oct. 2008 à 2 h 46    | Premier astéroïde suivi dans l'espace avant de percuter la Terre. À l'origine de la météorite Almahata Sitta. 600 fragments retrouvés pour un total de 10,5 kg. |
| 2014 AA                                       | astéroïde Apollon             | 2 à 4 m (0,8–7) × 104 kg             | Terre         | planète tellurique      | 12 756 km 5,973 6 × 1024 kg        | 1er janv. 2014                    | 2 janv. 2014            | Deuxième astéroïde suivi dans l'espace avant de percuter la Terre.                                                                                              |
| WT1190F                                       | Objet probablement artificiel | 0,7 à 2 m (0,25–2) × 103 kg          | Terre         | planète tellurique      | 12 756 km 5,973 6 × 1024 kg        | 3 oct. 2015 (redécouverte)        | 13 nov. 2015            | |
| 2018 LA                                       | astéroïde Apollon             | 2 à 4 m (2,5–3,5) × 104 kg           | Terre         | planète tellurique      | 12 756 km 5,973 6 × 1024 kg        | 2 juin 2018                       | 2 juin 2018             | Troisième astéroïde suivi dans l'espace avant de percuter la Terre. Vingt-trois fragments retrouvés, dénommés la météorite de Motopi Pan.                       |
| 2019 MO                                       | astéroïde Apollon             | 3 à 4 m                              | Terre         | planète tellurique      | 12 756 km 5,973 6 × 1024 kg        | 22 juin 2019                      | 22 juin 2019            | Quatrième astéroïde suivi dans l'espace avant de percuter la Terre.                                                                                             |
| 2022 EB5                                      | astéroïde Apollon             | 1 ~ 2 m                              | Terre         | planète tellurique      | 12 756 km 5,973 6 × 1024 kg        | 11 mars 2022                      | 11 mars 2022            | Cinquième astéroïde suivi dans l'espace avant de percuter la Terre.                                                                                             |
| 2022 WJ1                                      | astéroïde Apollon             | ~ 1 m                                | Terre         | planète tellurique      | 12 756 km 5,973 6 × 1024 kg        | 19 nov. 2022                      | 19 nov. 2022            | Sixième astéroïde suivi dans l'espace avant de percuter la Terre.                                                                                               |
| 2023 CX1                                      | astéroïde Apollon             | ~ 1 m                                | Terre         | planète tellurique      | 12 756 km 5,973 6 × 1024 kg        | 12 fév. 2023                      | 13 fév. 2023            | Septième astéroïde suivi dans l'espace avant de percuter la Terre. À l'origine de la météorite de Saint-Pierre-le-Viger.                                        |
| 2024 BX1                                      | astéroïde Apollon             | ~ 1 m                                | Terre         | planète tellurique      | 12 756 km 5,973 6 × 1024 kg        | 20 janv. 2024                     | 21 janv. 2024           | Huitième astéroïde suivi dans l'espace avant de percuter la Terre. À l'origine de la météorite de Ribbeck.                                                      |
| 2024 RW1                                      | astéroïde Apollon             | ~ 1 m                                | Terre         | planète tellurique      | 12 756 km 5,973 6 × 1024 kg        | 4 sept. 2024                      | 4 sept. 2024            | Neuvième astéroïde suivi dans l'espace avant de percuter la Terre.                                                                                              |
| 2024 UQ                                       | astéroïde Apollon             | ~ 1 m                                | Terre         | planète tellurique      | 12 756 km 5,973 6 × 1024 kg        | 22 oct. 2024                      | 22 oct. 2024            | Dixième astéroïde suivi dans l'espace avant de percuter la Terre.                                                                                               |
| 2024 XA1                                      | astéroïde Apollon             | ~ 0,7 m                              | Terre         | planète tellurique      | 12 756 km 5,973 6 × 1024 kg        | 3 déc. 2024                       | 3 déc. 2024             | Onzième astéroïde suivi dans l'espace avant de percuter la Terre.                                                                                               |

Initialement, il n'était pas exclu que la comète C/2013 A1 (Siding Spring) percute la planète Mars, mais toute collision est aujourd'hui exclue.

## Collisions d'une sonde spatiale et d'un corps céleste
Ici ne sont prises en compte que les sondes spatiales qui se sont écrasées sur des corps célestes accidentellement ou conformément à leur plan de vol. Sont donc exclus les engins qui s'y sont posés « en douceur ».
| Objet impacteur                                           | Agence spatiale | Type de l'objet impacteur | Taille et masse de l'objet impacteur | Objet percuté          | Type de l'objet percuté                          | Taille et masse de l'objet percuté | Date de l'impact  | Description |
| --------------------------------------------------------- | --------------- | ------------------------- | ------------------------------------ | ---------------------- | ------------------------------------------------ | ---------------------------------- | ----------------- | --- |
| Luna 2 ou Lunik 2                                         | URSS            |                           |                                      | Lune                   | Satellite naturel de la Terre                    |                                    | 13 sept. 1959     | Luna 2 fut le premier objet construit par l'homme à entrer en collision avec un corps du Système solaire. |
| Venera 3                                                  | URSS            |                           |                                      | Vénus                  | Planète tellurique                               |                                    | 1er mars 1966     | Contact perdu avant l'atterrissage, premier impact sur une autre planète. |
| Mars 2                                                    | URSS            |                           |                                      | Mars                   | planète tellurique                               |                                    | 19 mai 1971       | Échec de la mission, impact sur Mars. |
| Phobos 1                                                  | URSS            |                           |                                      | Phobos                 | Satellite naturel de Mars                        |                                    | 1er sept. 1988    | Impact sur Phobos satellite de Mars, échec de la mission. |
| Galileo                                                   | NASA            |                           |                                      | Jupiter                | Planète géante gazeuse                           |                                    | 21 oct. 2003      | En fin de mission, impact sur la planète Jupiter pour éviter une collision éventuelle avec Europe susceptible de polluer ce satellite. |
| Deep impact                                               | NASA            |                           |                                      | 9P/Tempel « Tempel 1 » | Comète                                           |                                    | 4 juill. 2005     | |
| LCROSS et Centaur                                         | NASA            |                           |                                      | Lune                   | Satellite naturel de la Terre                    |                                    | 9 octobre 2009    | |
| MESSENGER                                                 | NASA            |                           |                                      | Mercure                | Planète                                          |                                    | 30 avril 2015     | |
| Étage de fusée Longue Marche 3C (2014-065B = NORAD 40284) | Chine           | Étage de fusée            | x tonnes                             | Lune                   | Satellite naturel de la Terre                    | 3 475 km, 7,342 × 1022 kg          | 4 mars 2022       | Vitesse d'impact : 2,58 km/s. Il s'agit du 3e étage de la fusée Longue Marche 3C qui a lancé la mission Chang'e 5-T1 (2014-065B = NORAD 40284) le 23 octobre 2014. Il s'agit du premier impact involontaire répertorié d'un objet artificiel sur la Lune. |
| Double Asteroid Redirection Test (DART)                   | NASA            |                           | 550 kg au moment de l'impact         | Dimorphos              | Satellite naturel de l'astéroïde (65803) Didymos |                                    | 27 septembre 2022 | |